# Come fosse già
Come fosse già è un brano musicale dei musicisti Pivio e Aldo De Scalzi, venticinquesima traccia dell'album Noir Songs, pubblicato l'11 dicembre 2015 sotto l'etichetta degli artisti.

## Il brano
Il brano è il tema principale della serie televisiva italiana Rex (Manetti Bros.) e viene interpretato da Armanda De Scalzi, nipote del musicista.

## Video musicale
Un videoclip della canzone è stato realizzato dal regista Sergio Gazzo e pubblicato in anteprima il 27 maggio 2015 sul canale YouTube dei compositori.